# Eyholztunnel
Der Eyholztunnel ist ein 4,25 Kilometer langer Autobahntunnel der schweizerischen Autobahn A9, genauer der Südumfahrung von Visp im Kanton Wallis. Der Bau des Tunnels begann im Jahre 2005, die Verkehrsübergabe fand am 13. April 2018 statt.

## Bau
Die Bauausführung des Tunnels wurde der Arbeitsgemeinschaft Haupttunnel Eyholz (Arge AHE) übertragen, zu der die Unternehmen Frutiger AG, Interalp Bau AG aus Visp, CSC – ein Tochterunternehmen der italienischen Salini Impregilo – und die österreichische Jäger Bau angehören. Der Tunnel führt durch Lockergestein, Brekzie und Kalkglimmerschiefer. Im Lockergestein mussten 315 m Strecke mit einem Jetschirm erfolgen, der mit dem Düsenstrahlverfahren eingebracht wurde. Der Rest der Tunnels wurde im Sprengvortrieb ausgebrochen.
Der Ausbruch wurde mit einem Förderband über einen in der Achse der Nordröhre des Tunnels Visp erstellten Stollen nach Norden transportiert, der mit einer Tunnelbohrmaschine ausgebrochen wurde und einen Durchmesser von 4,2 m hatte. Er war 2006 fertiggestellt und wurde später zur Nordröhre des Tunnels Visp erweitert. Vom Nordportal des Stollens erreicht der Ausbruch über ein weiteres 3,2 km langes Förderband die Ablagerung Goler bei Raron. Für den Ausbruchtransport waren deshalb keine LKW-Transporte notwendig.
Vorbereitende Arbeiten für den Tunnelbau begannen im Jahre 2005. Zuerst erfolgten die Vortriebe durch das Lockergestein beim Ostportal und der Ausbruch der Verzweigungskavernen im Jahre 2008, die eine Ausbruchbreite von 26 m hatten. Besonders schwierig war der Ausbruch auf einer Länge von etwa 85 m der südlichen Kaverne, weil der Bereich von einer wenig standfesten Graphitzone geschnitten wurde.
Der Hauptvortrieb der Südröhre begann im April 2009, derjenige der Nordröhre am 23. Mai 2009. Die Durchschläge erfolgten am 31. August 2012 in der Südröhre und im Oktober 2012 in der Nordröhre. Die Verkehrsübergabe fand am 13. April 2018 statt.
Im Zusammenhang mit dem Bau kam es zu Diskussionen über die von AHE gestellte Nachforderung über 60 Millionen Schweizer Franken. Sie wurde mit erhöhtem Aufwand wegen der schwierigen Geologie, geändertem Beton und gestörtem Bauablauf begründet. Die Arbeitsgemeinschaft verwendete auf einer Länge von 600 m für die Zwischendecke zum Lüftungskanal Beton von minderwertiger Qualität, der abgebrochen und erneuert werden musste.

## Bauwerk
Der Tunnel dient dem Durchgangsverkehr im Rhonetal, aber auch dem Verkehr von Zermatt und Saas-Fee in Richtung Brig und Simplonpass, der nicht mehr durch Visp geführt werden muss.
Das Westportal befindet sich bei der Staldbachbrücke, kurz nach dem Portal weitet sich jede Röhre zu einer Verzweigungskaverne auf, in der sich der Halbanschluss Vispertal Ost befindet. In der Nordröhre befindet sich die Ausfahrt für den Verkehr von Brig in Richtung Vispertal, welche eine 280 m lange Kaverne nötig machte. In der Südröhre befindet sich die Auffahrt für den Verkehr aus dem Vispertal in Richtung Brig, welche eine 445 m lange Kaverne erforderte. An die Auf- und Ausfahrt schliessen einspurige Tunnel an, welche die Verbindung zur Strasse im Vispertal herstellen. Das andere Portal des A9-Tunnels befindet sich östlich von Eyholz beim Weiler Grosshüs auf dem Gemeindegebiet von Brig-Glis.
In den beiden Röhren mit hufeisenförmigem Querschnitt verlaufen je zwei Fahrspuren der A9 mit einem beidseitigen Randweg von einem Meter Breite. Unter den Fahrbahnen jeder Röhre befindet sich ein 2 m breiter und 2,9 m hoher begehbarer Werkleitungskanal, über der Fahrbahn befindet sich der Lüftungskanal mit 13 m² Querschnitt, der durch eine Zwischendecke vom Fahrbahntunnel getrennt ist. Die Tunnelröhren verlaufen mit 30 m Abstand zueinander, der sich bei den Portalen bis auf 10 m verringert. Sie sind mit 16 Querschlägen miteinander verbunden. Bei jedem Portal steht eine Lüftungszentrale, die im Falle eines Brandausbruchs über den Lüftungskanal die verrauchte Luft abziehen kann. Im Normalbetrieb erfolgt die Belüftung durch Deckenventilatoren.